# Favonius orientalis
Favonius orientalis är en fjärilsart som beskrevs av Murray 1875. Favonius orientalis ingår i släktet Favonius och familjen juvelvingar. Inga underarter finns listade i Catalogue of Life.